# Force de frappe (série télévisée)
Pour les articles homonymes, voir Force de frappe.
Force de frappe (Counterstrike) est une série télévisée canado-française en 66 épisodes de 50 minutes, créée par Mario Azzopardi et Robin Davis et diffusée entre le 1er juillet 1990 et le 9 mai 1993 sur le réseau CTV.
En France, la série a été diffusée à partir du 13 novembre 1991 sur TF1, et au Québec à partir de février 2000 à Séries+.

## Synopsis
Après que sa femme eut été kidnappée par des terroristes, l'industriel international Alexander Addington rassemble une équipe d'agents clandestins pour aider à combattre le terrorisme partout dans le monde. Il recrute Peter Sinclair de Scotland Yard pour diriger l'équipe. Celle-ci comporte également Nicole Beaumont, un escroc et une voleuse de bijoux et d'œuvres d'art française, forcée de la rejoindre à cause d'un chantage, et Luc Brenner, un mercenaire américain sauvé par les précédents d'une prison mexicaine. Les autres personnages récurrents de la série sont Bennett et J.J., le valet d'Alexander et le pilote, respectivement.

## Distribution
- Christopher Plummer (VF : Bernard Dhéran) : Alexander Addington
- Simon MacCorkindale (VF : Richard Darbois) : Peter Sinclair
- Cyrielle Clair (VF : elle-même) : Nicole Beaumont (saisons 1 et 2)
- Stephen Shellen (VF : Jacques Frantz) : Luke Brenner (saison 1)
- Laurence Ashley-Taboulet (VF : elle-même) : Suzanne Addington (saison 1)
- Sophie Michaud (VF : elle-même) : Gabrielle Germont (saisons 2 et 3)
- James Purcell : Hector Stone (saisons 2 et 3)
- Patricia Cartier (VF : elle-même) : Hélène Previn (saisons 2 et 3)
- Andre Mayers (VF : Olivier Korol) : J.J.
- Tom Kneebone (en) : Bennett

Source VF : Doublage Séries Database

## Épisodes

### Première saison (1990-1991)
1. Un compte à régler (Dealbreaker)
2. Le Disparu de San Pedro (Dead in the Air)
3. Demain l'apocalypse (Now and at the Hour of Our Death)
4. Pour l'amour de l’art (Art for Art's Sake)
5. Intrigues à Chicago (Power Play)
6. Mortelle aventure (A Little Purity)
7. Présumé coupable (Son with a Gun)
8. Les Tulipes du Rhin (The Lady of the Rhine)
9. Les Chevaliers d’Aram (Knights of Aram)
10. Alpha Titan (Extreme Measures)
11. Thanos (Thanos)
12. Otages (Siege)
13. Voie sans issue (Escape Route)
14. Première mission (The Beginning)
15. Le Cri des enfants (Cry of the Children)
16. Alexandre et Alexandre (Masks)
17. Obéissance (Mindbender)
18. Voie royale (Regal Connection)
19. Dernière séquence (Cinema Verite)
20. Le Vérathion (Verathion)
21. Meurtre pour un missile (The Millerton Papers)
22. Alternative (The Dilemma)

### Deuxième saison (1991-1992)
1. La Mort d'un héros (Tie a Yellow Ribbon)
2. Fortunes cachées (Hidden Assets)
3. Abus de confiance (Fall from Grace)
4. Pris au jeu (It's All in the Game)
5. Frères de sang (Hide and Seek)
6. Le Piège (Native Warriors)
7. Danse avec les rouges (Breaking Point)
8. La Grande Menace (Going Home)
9. Le Panier de crabes (Survival Instinct)
10. Opération vengeance (Night of the Black Moon)
11. Les Squatters (Fire in the Streets)
12. Transfusions (In the Blood)
13. Le Village des damnés (Village of the Damned)
14. Pochette surprise (Prize Package)
15. Les Trois Voyous (The Three Tramps)
16. Charité bien ordonnée (Behind Bars)
17. Cherchez la femme (Cherchez la Femme)
18. Souvenirs de Turquie (Dead Heat)
19. La Belle Monique (La Belle Dame Monique)
20. Jack l'éventreur (Ripped from the Grave)
21. L'Arme au poing (Trigger Finger)
22. Sur la piste du cirque (The Circus Ring)

### Troisième saison (1992-1993)
1. Retour en arrière (I Remember It Well)
2. Protection rapprochée (The Sting)
3. Pour le meilleur et pour le pire (Till Death Do Us Part)
4. Un jour de fête (Bastille Day Terror)
5. Parole d'honneur (No Honour Among Thieves)
6. Des trésors oubliés (Skin Deep)
7. Fontaine de jouvence (The Curse of the Amber Chamber)
8. Choix des armes (Death Seal)
9. Copie conforme (Cyborg)
10. Mort à l'arrivée (DOA)
11. Jeunesse oblige (Cat in the Cradle)
12. Appel à l'aide (Bosnian Connection)
13. Trahison (Betrayed)
14. Le Feu aux poudres (Clearcut)
15. Tueurs en liberté (Free to Kill)
16. Un homme à abattre (The Hit)
17. Une soirée inoubliable (French Twist)
18. Le Dernier Combat (The Contender)
19. Mensonge en direct (The Raw Truth)
20. Paix pour tous (Peacemaker)
21. Muerte (Muerte)
22. Pour l'honneur (Badguys)